# Sergentomyia gobica
Sergentomyia gobica är en tvåvingeart som beskrevs av Michail Artemjev 1984. Sergentomyia gobica ingår i släktet Sergentomyia och familjen fjärilsmyggor.
Artens utbredningsområde är Mongoliet. Inga underarter finns listade i Catalogue of Life.